# Луї Клод Рішар
Луї Клод Рішар (фр. Louis Claude Richard, 1754–1821) — французький ботанік і ботанічний ілюстратор.

## Біографія
Його батьком був Клод Рішар, який був майстром саду в королівському парку Отей. Він був дуже освічений і добре знав математику. Річард народився у Версалі. Луї спочатку відправили до коледжу де Вернон. У віці 13 років його дядько звернувся з проханням до архієпископа Парижа, і для Луї розглядалася духовна кар'єра. Однак хлопець був не в захваті від цього і намагався відмовити. Однак батько був непохитним, і йому довелося покинути дім, щоб поїхати до Парижа. Йому вдалося вирвати у батька пенсію в 12 франків на місяць. У Парижі він відвідував курси риторики та філософії в коледжі Мазаріні. Він отримав освіту з ботаніки, порівняльної анатомії, зоології та мінералогії. У цей час він також почав малювати. Між 1781 і 1789 роками він збирав ботанічні зразки в Центральній Америці та Вест-Індії. Після повернення він став професором École de Médecine в Парижі. Він дав нам спеціальну термінологію опису орхідей, таких як полініум і гіностеміум. Його син, Ахілл Річард, також був важливим ботаніком.

## Праці
- Demonstrations botaniques (1808)
- De Orchideis europaeis (1817)
- Commentatio botanica de Conifereis et Cycadeis (1826)
- De Musaceis commentatio botanica (1831)

## Вшанування
На честь науковця названо види: Anolis richardii і Typhlops richardii. Родина мух Richardiidae із типовим родом Richardia також на його честь. У 1819 році він отримав звання кавалера ордена Почесного легіону.